# Carlos E. Lanusse
Carlos E. Lanusse (Argentina, 20 de mayo de 1959) es un científico argentino, director fundador del CIVETAN con destacada trayectoria en la investigación en el área de la fármaco-terapéutica veterinaria, particularmente en el conocimiento de las propiedades farmacológicas de agentes químicos utilizados para el control parasitario en animales de producción. rumiantes

## Primeros años
En 1982 se recibió de médico veterinario en la Universidad Nacional del Centro de la Provincia de Buenos Aires (UNCPBA), y en 1986 se doctoró en Ciencias Veterinarias en la Universidad Nacional de La Plata. En 1991 obtiene el título de Doctor en Filosofía de la Universidad McGill de Canadá.

## Carrera profesional
Dedicó su carrera a la investigación sobre mecanismos farmacológicos involucrados en la actividad antiparasitaria, así como también a la resistencia de diferentes drogas en rumiantes, áreas a las que contribuyó con más 240 publicaciones y capítulos de libros sobre estos temas. Además, sus diferentes trabajos recibieron más de 3000 citaciones.
En el área de la docencia es actualmente Profesor Titular de Farmacología en la UNCPBA.
Siguiendo con su carrera como investigador se desempeña como Director del Centro de Investigación Veterinaria de Tandil (CIVETAN, UNCPBA-CONICET), Director del Centro Científico Tecnológico CONICET-Tandil (CCT-Tandil), e Investigador Superior del Consejo Nacional de Investigaciones Científicas y Técnicas (CONICET), .
Es Miembro de la Academia Nacional  Agronomía y Veterinaria, Fellow de la American Academy of Veterinary Pharmacology and Therapeutics (AAVPT), y Miembro del Comité Ejecutivo World Association Advancement of Veterinary Parasitology.
Es el único investigador en recibir más de una distinción de la American Association of Veterinary Parasitology gracias a sus premios como Graduate Research Award en 1991 y Distinguished Veterinary Parasitologist en 2019.

## Premios y reconocimientos
- 1991 - Graduate Research Award (AAVP).[1]
- 2003 - Bernardo Houssay (Secretaría de Ciencia y Tecnología de la Nación)[2][1]
- 2006 - Bayer en Ciencias Veterinarias (Academia de Agronomía Y Veterinaria)[2][1]
- 2011 - Sociedad Medicina Veterinaria[2][1]
- 2011 - Research Award (AAVPT)[2][4][5][1]
- 2011 - Bunge & Born[2][1]
- 2013 - Premio Centro de Estudios de la Industria Químico-Farmacéutica.[1]
- 2013 - Premio Konex de Platino (Ciencia y Tecnología)[2][1]
- 2013 - Diploma al Mérito (Konex, Ciencia y Tecnología)[2][1]
- 2015 - Excellence in Research Award (World Association for the Advancement of Veterinary Parasitology (WAAVP))[1]
- 2018 - Distinción por la Academia de Ciencias Veterinarias de Castilla y León.[1]
- 2019 - Boehringer Ingelheim Distinguished Veterinary Parasitologist (AAVP).[3][1]
- 2023 "Lloyd Davis Memorial Award" AAVPT American Academy of Veterinary, Pharmacology and Therapeutics Dr.Jonathan Hare.